# Wohlfundierte Relation
In der Mathematik heißt eine auf einer Menge {\displaystyle M} definierte zweistellige Relation {\displaystyle \prec } wohlfundiert, wenn es keine unendlichen absteigenden Ketten in dieser Relation gibt, d. h., wenn es keine unendliche Folge {\displaystyle a_{0},a_{1},a_{2},a_{3},\dots } von Elementen in {\displaystyle M} mit {\displaystyle a_{i+1}\prec a_{i}} für alle {\displaystyle i} gibt. Insbesondere enthält eine wohlfundierte Relation keine Zyklen.

## Eigenschaften
- Wohlfundierte Relationen sind stets irreflexiv.
- Wohlfundierte Relationen sind azyklisch.
- Ist {\displaystyle R\subseteq M\times M} wohlfundiert und {\displaystyle S\subseteq R}, so ist {\displaystyle S} wohlfundiert.

Unter Verwendung des Satzes vom ausgeschlossenen Dritten und dem Axiom der abhängigen Auswahl sind folgende Aussagen über {\displaystyle {\mathord {\prec }}\subseteq M\times M} äquivalent:
- {\displaystyle \prec } ist wohlfundiert.
- Die transitive Hülle von {\displaystyle \prec } ist wohlfundiert.
- Jede nichtleere Teilmenge {\displaystyle X\subseteq M} hat ein {\displaystyle \prec }-minimales Element, d. h. ein {\displaystyle a\in X}, für das es kein {\displaystyle a'\in X} gibt mit {\displaystyle a'\prec a}.
- Wohlfundierte Induktion über {\displaystyle \prec } ist ein gültiges Prinzip, um Aussagen über alle Elemente von {\displaystyle M} zu beweisen.

## Beispiele
- Die Vorgängerrelation auf {\displaystyle \mathbb {N} }, definiert durch {\displaystyle n\prec m:\Longleftrightarrow n+1=m}, ist wohlfundiert. Das zu {\displaystyle \prec } gehörige Induktionsprinzip ist das der Vollständigen Induktion. Ihre transitive Hülle ist die übliche {\displaystyle <}-Relation mit dem zugehörigen Induktionsprinzip der starken (Vollständigen) Induktion; mit klassischer Logik äquivalent zum unendlichen Abstieg.
- Die Relation {\displaystyle {\prec }\subseteq \mathbb {N} \times \mathbb {N} }, definiert durch {\displaystyle n\prec m:\Longleftrightarrow n\neq 0\land (m=0\lor \exists p{\text{ prim}}.\,p\cdot n=m)}, ist wohlfundiert, ebenso dieselbe Relation eingeschränkt auf {\displaystyle \mathbb {N} \setminus \{1\}}, welche viele minimale Elemente hat. Die transitive Hülle von {\displaystyle \prec } ist die (echte) Teilerrelation auf {\displaystyle \mathbb {N} }.
- Alle wohlfundierten Ordnungen und alle Wohlordnungen sind wohlfundierte Relationen, wenn man nur den irreflexiven Teil betrachtet. Die Umkehrungen gelten nicht, da wohlfundierte Relationen nicht transitiv sein müssen.
- Ein Modell {\displaystyle V} der Zermelo-Fraenkel-Mengenlehre definiert eine Relation {\displaystyle \epsilon \subseteq V\times V}, die aufgrund des Fundierungsaxioms wohlfundiert ist. Das dazugehörige Induktionsprinzip heißt Epsilon-Induktion.
- Die Adjazenzrelation eines endlichen gerichteten azyklischen Graphen ist wohlfundiert.

## Beziehungen zwischen den Definitionen
Mit {\displaystyle {\mathord {\prec }}\subseteq M\times M} sind folgende Definitionen dafür möglich, dass {\displaystyle \prec } wohlfundiert ist:
1. {\displaystyle \prec } ist klassisch wohlfundiert (bewohnte Teilmengen von {\displaystyle M} haben ein {\displaystyle \prec }-minimales Element): {\displaystyle \forall X\subseteq M.\,\forall x_{0}\in X.\,\exists x\in X.\,\forall y\in X.\,y\not \prec x}.
2. {\displaystyle \prec } ist wohlfundiert (wohlfundierte Induktion ist gültig): {\displaystyle \forall X\subseteq M.\,(\forall x\in M.\,(\forall y\in M.\,y\prec x\to y\in X)\to x\in X)\to \forall x\in M.\,x\in X}.
3. Bezüglich {\displaystyle \prec } gibt es keinen unendlichen Abstieg (relational formuliert): {\displaystyle \lnot \exists X\subseteq M.\,\exists x_{0}\in X.\,\forall x\in X.\,\exists y\in X.\,y\prec x}.
4. Bezüglich {\displaystyle \prec } gibt es keinen unendlichen Abstieg: {\displaystyle \lnot \exists f\in M^{\mathbb {N} }.\,\forall n\in \mathbb {N} .\,f(n+1)\prec f(n)}.

(1) und (3) sind offenkundig äquivalent zueinander, wenn klassische Logik verwendet wird.
Konstruktiv kann man jedes Glied der Implikationskette {\displaystyle (1)\implies (2)\implies (3)\implies (4)} beweisen, die jeweils andere Richtung aber im Allgemeinen nicht.
{\displaystyle (4)\implies (3)} erfordert eine Instanz des Axioms der abhängigen Auswahl.
Für {\displaystyle (3)\implies (1)} wird klassische Logik benötigt, und zwar in einem sehr starken Sinn: Aus der Existenz einer klassisch wohlfundierten Relation {\displaystyle \prec } und Elementen {\displaystyle x,y} mit {\displaystyle x\prec y} folgt bereits der Satz vom ausgeschlossenen Dritten (siehe unten). In diesem Sinn ist die klassische Wohlfundiertheit (1) zu stark für konstruktive Mathematik. Da es aber bewohnte, nach (2) wohlfundierte Relationen üblicherweise gibt, impliziert {\displaystyle (3)\implies (1)} klassische Logik.
Oft anzutreffen ist eine Variante von (2), die sich folgendermaßen ergibt: Offensichtlich ist die Formel in (2) äquivalent zu 
{\displaystyle \forall x\in M.\,\forall X\subseteq M.\,(\forall x\in M.\,(\forall y\in M.\,y\prec x\to y\in X)\to x\in X)\to x\in X,}
und dies wiederum offensichtlich äquivalent zu
{\displaystyle \forall x\in M.\,x\in \bigcap \{X\subseteq M\mid \forall x\in M.\,(\forall y\in M.\,y\prec x\to y\in X)\to x\in X\}.}
Mit der Abkürzung {\displaystyle \mathrm {Acc} _{\prec }} ("accessible") für den Mengendurchschnitt, dessen Elemente "{\displaystyle \prec }-zugänglich" heißen, hat man dann: {\displaystyle {\prec }\subseteq M\times M} ist wohlfundiert, gdw. alle Elemente von {\displaystyle M} {\displaystyle \prec }-zugänglich sind, also 
{\displaystyle \forall x\in M.\,x\in \mathrm {Acc} _{\prec }}.

## Klassische Wohlfundiertheit impliziert den Satz von ausgeschlossenen Dritten
Es wird gezeigt, dass aus der Existenz einer bewohnten, klassisch wohlfundierten Relation der Satz vom ausgeschlossenen Dritten folgt. 
Es seien {\displaystyle M} eine Menge, {\displaystyle {\mathord {\prec }}\subseteq M\times M} eine klassisch wohlfundierte Relation darauf, {\displaystyle y,z\in M} und {\displaystyle y\prec z}.
Zu zeigen ist, dass für beliebige Aussagen {\displaystyle P} gilt: {\displaystyle P\lor \lnot P}. Dafür sei {\displaystyle P} beliebig.
Die Menge {\displaystyle X:=\{x\in M\mid P\lor x=z\}} ist nun eine Teilmenge von {\displaystyle M} und bewohnt, da sie {\displaystyle z} enthält. Es gibt also ein {\displaystyle x\in X} mit {\displaystyle \forall y\in X.\,y\not \prec x}.
Aus {\displaystyle x\in X} ergeben sich zwei Fälle:
1. {\displaystyle P}. In dem Fall gilt {\displaystyle P}.
2. {\displaystyle x=z}. In dem Fall gilt {\displaystyle \lnot P}, denn angenommen, {\displaystyle P} gelte, ist {\displaystyle y\in X} und somit {\displaystyle y\not \prec x=z}, was {\displaystyle y\prec z} widerspricht.

In beiden Fällen folgt {\displaystyle P\lor \lnot P}. {\displaystyle \square }